# Сэйнт, Эллен
Эллен Сэйнт (англ. Ellen Saint), настоящее имя Хелена Берженёва (чеш. Helena Berzsenyiova, р. 3 октября 1983, Чехия) — чешская порно-эротическая модель и порноактриса. Более всего она известна своими сценами анального секса и тройного проникновения. Имеет пирсинг в языке, носу, ухе, правой груди и половых губах, а также татуировки: на спине, вторая — внизу живота.

## Биография
В школе Эллен была тихоней и прилежной ученицей. После окончания школы поступила в университет на факультет мировой экономики. Снялась в порнофильме «Дорожное кино».
Снималась в порно с 2003 по 2009 год (с 20 до 26 лет). Сыграла более чем в 150 фильмах.

## Премии и номинации
- 2005 Ninfa Prize номинация — Лучшая старлетка — Road Movies
- 2006 Ninfa Prize номинация — Лучшая актриса второго плана — Guapa e Inaccessible[3]
- 2006 Ninfa Prize номинация — Самая оригинальная сцена секса — Back 2 Evil 2 (вместе с Начо Видалем и Ребекой Линарес)[3]